# Мартинс Константе, Жозе Нивалду
Жозе́ Нива́лду Марти́нс Конста́нте, более известный как просто Нивалду (порт. José Nivaldo Martins Constante) (род. 18 июля 1974 года в Торрисе, штат Риу-Гранди-ду-Сул) — бразильский футболист, вратарь, наиболее известный по выступлениям за клуб «Шапекоэнсе».

## Биография
Жозе Нивалду начал игровую карьеру в 1995 году в «Арарангуа» на уровне третьего дивизиона Лиги Гаушу. В 1998 году присоединился к «Гуарани» из Венансиу-Айриса, где стал твёрдым игроком основного состава. Однако уровень команды был довольно низким, и в декабре 2000 года вратарь перешёл в «Эспортиво Бенту-Гонсалвис». В 2003 году выступал с этой командой в Серии C чемпионата Бразилии, а по завершении чемпионата штата 2006 года перешёл в «Шапекоэнсе», с которым связана вся дальнейшая спортивная карьера Нивалду.
В 2007 году новую команду Нивалду настиг финансовый кризис и «Шапе» не сумели закрепиться в Серии C. После годичного перерыва в 2009 году «Шапекоэнсе» вернулся на общебразильский уровень, на этот раз — во вновь учреждённую Серию D. Команда заняла третье место в турнире и поднялась в Серию C. В 2012 году «Шапе» был третьим уже в этом дивизионе, а в 2013 году с первой попытки попал в четвёрку бразильской Серии B, заняв второе место. Таким образом, Нивалду со своей командой проделал путь от чемпионата штата Санта Катарина в 2008 году до бразильской Серии A в 2014 году. Он стал первым вратарём в бразильском футболе, который выступал во всех четырёх бразильских дивизионах за одну команду. При этом на высшем уровне Нивалду дебютировал в возрасте 40 лет.
Во второй половине 2015 года вратарь-ветеран потерял место в основе своей команды и готовился к завершению карьеры. 26 августа 2015 года он дебютировал на международном уровне, выйдя на замену в игре предварительной стадии Южноамериканского кубка против «Понте-Преты».
В 2016 году Нивалду в третий раз стал чемпионом штата Санта-Катарина. В розыгрыше Южноамериканского кубка 2016 Нивалду был в заявке, но на поле не появлялся. Он не считался уже даже вторым вратарём и на финал турнира, куда «Шапе» вышел впервые в своей истории, Нивалду с командой не полетел, готовясь провести 4 декабря свой прощальный 300-й матч за команду в рамках 38 тура чемпионата Бразилии против «Атлетико Минейро».
28 ноября 2016 года почти вся команда «Шапекоэнсе» погибла в результате падения самолёта BAe 146 рейса 2933 во время полёта из Санта-Круса (Боливия) в Медельин (Колумбия). В память о погибших партнёрах Нивалду принял решение досрочно завершить карьеру и не играть в последнем туре (позже 38 тур всё же состоялся, но игра между «Шапекоэнсе» и «Атлетико Минейро» была окончательно отменена).
В декабре 2016 года был назначен на должность менеджера футбольного департамента «Шапекоэнсе».

## Статистика выступлений за «Шапекоэнсе»
| Клуб             | Сезон            | Лига             | Лига | Лига | Чемп. штата | Чемп. штата | Кубок | Кубок | Конт. турниры | Конт. турниры | Другие | Другие | Итого | Итого |
| Клуб             | Сезон            | Дивизион         | Игры | Голы | Игры        | Голы        | Игры  | Голы  | Игры          | Голы          | Игры   | Голы   | Игры  | Голы  |
| ---------------- | ---------------- | ---------------- | ---- | ---- | ----------- | ----------- | ----- | ----- | ------------- | ------------- | ------ | ------ | ----- | ----- |
| Шапекоэнсе       | 2006             | Лига Катариненсе | —    | —    | 23          | 0           | —     | —     | —             | —             | 8      | 0      | 31    | 0     |
| Шапекоэнсе       | 2007             | Серия C          | 6    | 0    | 24          | 0           | —     | —     | —             | —             | 8      | 0      | 38    | 0     |
| Шапекоэнсе       | 2008             | Лига Катариненсе | —    | —    | 24          | 0           | 3     | 0     | —             | —             | 4      | 0      | 31    | 0     |
| Шапекоэнсе       | 2009             | Серия D          | 14   | 0    | 26          | 0           | —     | —     | —             | —             | —      | —      | 40    | 0     |
| Шапекоэнсе       | 2010             | Серия C          | 10   | 0    | 18          | 0           | 3     | 0     | —             | —             | 10     | 0      | 41    | 0     |
| Шапекоэнсе       | 2011             | Серия C          | 0    | 0    | 1           | 0           | —     | —     | —             | —             | —      | —      | 1     | 0     |
| Шапекоэнсе       | 2012             | Серия C          | 16   | 0    | 16          | 0           | 2     | 0     | —             | —             | —      | —      | 34    | 0     |
| Шапекоэнсе       | 2013             | Серия B          | 30   | 0    | 22          | 0           | —     | —     | —             | —             | —      | —      | 52    | 0     |
| Шапекоэнсе       | 2014             | Серия A          | 2    | 0    | 9           | 0           | 0     | 0     | —             | —             | —      | —      | 11    | 0     |
| Шапекоэнсе       | 2015             | Серия A          | 5    | 0    | 14          | 0           | 1     | 0     | 1             | 0             | —      | —      | 21    | 0     |
| Шапекоэнсе       | 2016             | Серия A          | 0    | 0    | 0           | 0           | 0     | 0     | 0             | 0             | —      | —      | 0     | 0     |
| Шапекоэнсе       | Итого            | Итого            | 83   | 0    | 176         | 0           | 9     | 0     | 1             | 0             | 30     | 0      | 299   | 0     |
| Всего за карьеру | Всего за карьеру | Всего за карьеру | 83   | 0    | 176         | 0           | 9     | 0     | 1             | 0             | 30     | 0      | 299   | 0     |

## Достижения
- Чемпион штата Санта-Катарина (3): 2007, 2011, 2016
- Обладатель Кубка штата Санта-Катарина (1): 2006
- Обладатель Южноамериканского кубка (1): 2016[7]